# Resolução 294 do Conselho de Segurança das Nações Unidas
A Resolução 294 do Conselho de Segurança das Nações Unidas, aprovada em 15 de julho de 1971, perturbado pelas antigas violações portuguesas no território senegalês e pela recente colocação de minas terrestres no território dos guerrilheiros independentes do PAIGC, durante a Guerra Colonial Portuguesa. O Conselho notou o fracasso de Portugal em cumprir com as resoluções anteriores e exigiu que cessassem imediatamente todos os atos de violência e destruição no Senegal e respeitassem sua integridade territorial. O Conselho incluiu as condenações usuais e solicitou que o Secretário-Geral enviasse com urgência uma missão especial de membros do Conselho, assistida por seus especialistas militares, para realizar uma investigação sobre os fatos da situação e fazer recomendações.
A resolução foi aprovada com 13 votos a favor; Reino Unido e os Estados Unidos se abstiveram.